# 法爾馬科尼西島

法爾馬科尼西島是希臘的島嶼，位於愛琴海東部，由南愛琴大區負責管轄，屬於十二群島的一部分，長4公里、寬1公里，面積3.866平方公里，最高點海拔高度106米，島上無人居住。

## 外部連結
- Official website of Municipality of Leros （页面存档备份，存于） （英文） （希腊文） （意大利文）